# Gonocephalus
Gonocephalus – rodzaj jaszczurek z podrodziny Draconinae w obrębie rodziny agamowatych (Agamidae).

## Zasięg występowania
Rodzaj obejmuje gatunki występujące w południowo-wschodniej Azji (Laos, Wietnam, Indonezja, Tajlandia, Brunei, Filipiny i Malezja).

## Systematyka

### Etymologia
- Lophyrus: gr. λοφος lophos „grzebień, czub”[10]. Gatunek typowy: nie wskazany.
- Gonocephalus (Goniocephalus, Gonyocephalus, Gonycephalus): gr. γωνια gōnia „kąt”[11]; -κεφαλος -kephalo „-głowy”, od κεφαλη kephalē „głowa”[12].
- Dilophyrus: gr. δι- di- „podwójny”, od δις dis „dwukrotny”, od δυο duo „dwa”[13]; rodzaj Lophyrus Duméril, 1806. Gatunek typowy: Dilophyrus grandis Gray, 1845

### Podział systematyczny
Do rodzaju należą następujące gatunki:
- Gonocephalus bellii (Duméril & Bibron, 1837)
- Gonocephalus beyschlagi Boettger, 1892
- Gonocephalus bornensis (Schlegel, 1851)
- Gonocephalus chamaeleontinus (Laurenti, 1768)
- Gonocephalus doriae Peters, 1871
- Gonocephalus grandis (J.E. Gray, 1845) – kątogłówka olbrzymia[14]
- Gonocephalus inauris Harvey, Sarkar, Sidik, Kurniawan & Smith, 2023
- Gonocephalus interruptus Boulenger, 1885
- Gonocephalus klossi Boulenger, 1920
- Gonocephalus kuhlii (Schlegel, 1851)
- Gonocephalus lacunosus Manthey & Denzer, 1991
- Gonocephalus liogaster (Günther, 1872) – kątogłówka niebieskooka[14]
- Gonocephalus megalepis (Bleeker, 1860)
- Gonocephalus mjobergi Smith, 1925
- Gonocephalus pyrius Harvey, Rech, Riyanto, Kurniawan & Smith, 2021
- Gonocephalus semperi (Peters, 1867)
- Gonocephalus sophiae (Gray, 1845)